# Partido Trabalhista (Malta)
O Partido Trabalhista (em maltês: Partit Laburista, PL) é um dos dois maiores partidos políticos de Malta.
Fundado em 1920, o Partido Trabalhista até à década de 1960, tinha fortes influências do socialismo cristão, da esquerda cristã, além de ter tido amplos sectores que rejeitavam a independência de Malta, preferindo a ligação de Malta ao Reino Unido.
A partir da década de 1980, o partido adoptou uma linha social-democrata, embora sendo completamente contra a adesão de Malta à União Europeia.
Com o referendo de 2004 que aprovou a entrada de Malta na União Europeia, o partido abandonou a posição eurocéptica e passou a defender a integração europeia.
O Partido é membro do Partido Socialista Europeu.

## Resultados Eleitorais
Eleições legislativas
| Data | Votos   | %          | +/-  | Deputados | +/-     | Status   |
| ---- | ------- | ---------- | ---- | --------- | ------- | -------- |
| 1921 | 4 037   | 19,7 (3.º) |      | 7 / 32    |         | Oposição |
| 1924 | 4 632   | 19,2 (3.º) | 0,5  | 7 / 32    | Estável | Oposição |
| 1927 | 5 011   | 14,6 (3.º) | 4,6  | 3 / 32    | 4       | Governo  |
| 1932 | 4 138   | 8,6 (3.º)  | 6,0  | 1 / 32    | 2       | Oposição |
| 1939 | 3 100   | 8,8 (3.º)  | 0,2  | 1 / 10    | Estável | Oposição |
| 1945 | 19 071  | 76,2 (1.º) | 67,4 | 9 / 10    | 8       | Governo  |
| 1947 | 63 145  | 59,9 (1.º) | 16,3 | 23 / 40   | 14      | Governo  |
| 1950 | 30 332  | 28,6 (2.º) | 31,3 | 11 / 40   | 12      | Oposição |
| 1951 | 40 208  | 35,7 (2.º) | 7,1  | 14 / 40   | 3       | Oposição |
| 1953 | 52 771  | 44,6 (1.º) | 8,9  | 19 / 40   | 5       | Oposição |
| 1955 | 68 447  | 56,7 (1.º) | 12,1 | 23 / 40   | 4       | Governo  |
| 1962 | 50 974  | 33,9 (2.º) | 22,8 | 16 / 50   | 7       | Oposição |
| 1966 | 61 774  | 43,1 (2.º) | 9,2  | 22 / 50   | 6       | Oposição |
| 1971 | 85 448  | 50,8 (1.º) | 7,7  | 28 / 55   | 8       | Governo  |
| 1976 | 105 854 | 51,5 (1.º) | 0,7  | 34 / 65   | 6       | Governo  |
| 1981 | 109 990 | 49,1 (2.º) | 2,4  | 34 / 65   | Estável | Governo  |
| 1987 | 114 936 | 48,9 (2.º) | 0,2  | 34 / 69   | Estável | Oposição |
| 1992 | 114 911 | 46,5 (2.º) | 2,4  | 31 / 65   | 3       | Oposição |
| 1996 | 132 497 | 50,7 (1.º) | 4,2  | 35 / 69   | 4       | Governo  |
| 1998 | 124 220 | 47,0 (2.º) | 3,7  | 30 / 69   | 5       | Oposição |
| 2003 | 134 092 | 47,5 (2.º) | 0,5  | 30 / 69   | Estável | Oposição |
| 2008 | 141 888 | 48,8 (2.º) | 1,3  | 34 / 69   | 4       | Oposição |
| 2013 | 167 533 | 54,8 (1.º) | 6,0  | 39 / 69   | 5       | Governo  |

Eleições europeias
| Data | Votos   | %          | +/- | Deputados  | +/- |
| ---- | ------- | ---------- | --- | ---------- | --- |
| 2004 | 118 983 | 48,4 (1.º) |     | 3 / 5      |     |
| 2009 | 139 283 | 54,8 (1.º) | 6,2 | 3 / 54 / 6 | 1   |
| 2014 | 134 462 | 53,4 (1.º) | 1,4 | 3 / 6      | 1   |